# Than Wyenn
Than Wyenn (New York, 2 maggio 1919 – Woodland Hills, 30 gennaio 2015) è stato un attore statunitense.
Ha recitato in oltre 20 film dal 1949 al 1984 ed è apparso in oltre 120 produzioni televisive dal 1954 al 1985. È stato accreditato anche con il nome Thann Wyenn.

## Biografia
Than Wyenn nacque a New York il 2 maggio 1919.
Per la televisione, interpretò, tra gli altri, il ruolo di Licenciado Piña in 7 episodi della serie televisiva Zorro dal 1957 al 1958 e numerosi altri personaggi secondari o ruoli da guest star in molti episodi di serie televisive dagli anni 50 alla prima metà degli anni 80. La sua ultima apparizione sul piccolo schermo avvenne nell'episodio The Assassin della serie televisiva T.J. Hooker, andato in onda il 13 novembre 1985, che lo vede nel ruolo di Emile Kaplan, mentre per il grande schermo l'ultima interpretazione risale al film Splash - Una sirena a Manhattan del 1984 in cui interpreta Ambrose.

## Filmografia

### Cinema
- Mani lorde (The Undercover Man) (1949)
- Tennessee Champ (1954)
- Giungla umana (The Human Jungle) (1954)
- Le avventure di Hajji Babà (The Adventures of Hajji Baba) (1954)
- Pioggia di piombo (Black Tuesday) (1954)
- Tempo di furore (Pete Kelly's Blues) (1955)
- Brooklyn chiama polizia (The Naked Street) (1955)
- Buongiorno miss Dove! (Good Morning, Miss Dove) (1955)
- I dieci comandamenti (The Ten Commandments) (1956)
- Hot Rod Rumble (1957)
- Beginning of the End (1957)
- Il robot e lo Sputnik (The Invisible Boy), regia di Herman Hoffman (1957)
- I fratelli Karamazov (The Brothers Karamazov) (1958)
- La vera storia di Lynn Stuart (The True Story of Lynn Stuart) (1958)
- Non voglio morire (I Want to Live!) (1958)
- Lo specchio della vita (Imitation of Life) (1959)
- The Boy and the Pirates (1960)
- La trappola mortale (The Money Trap) (1965)
- Gambit - Grande furto al Semiramis (Gambit) (1966)
- Rosie! (1967)
- Le stelle si vedono di giorno (The Pink Jungle) (1968)
- Black Sunday (1977)
- L'altra faccia di mezzanotte (The Other Side of Midnight) (1977)
- Oltre il giardino (Being There) (1979)
- Splash - Una sirena a Manhattan (Splash) (1984)

### Televisione
- Terry and the Pirates – serie TV, un episodio (1952)
- Ramar of the Jungle – serie TV, un episodio (1954)
- The Lineup – serie TV, un episodio (1954)
- The 20th Century-Fox Hour – serie TV, episodi 1x07-2x18 (1955-1957)
- Gunsmoke – serie TV, 3 episodi (1955-1957)
- Dragnet – serie TV, 2 episodi (1955)
- I segreti della metropoli (Big Town) – serie TV, un episodio (1956)
- Star Stage – serie TV, un episodio (1956)
- Studio 57 – serie TV, un episodio (1956)
- Playhouse 90 – serie TV, un episodio (1956)
- Jane Wyman Presents The Fireside Theatre – serie TV, un episodio (1956)
- Scienza e fantasia (Science Fiction Theatre) – serie TV, episodi 2x05-2x33 (1956)
- Zorro – serie TV, 7 episodi (1957-1958)
- The Adventures of Hiram Holliday – serie TV, un episodio (1957)
- Avventure in elicottero (Whirlybirds) – serie TV, un episodio (1957)
- Il tenente Ballinger (M Squad) – serie TV, episodio 1x10 (1957)
- The Court of Last Resort – serie TV, episodio 1x12 (1957)
- I racconti del West (Zane Grey Theater) – serie TV, un episodio (1958)
- Boots and Saddles – serie TV, un episodio (1958)
- Jefferson Drum – serie TV, un episodio (1958)
- Have Gun - Will Travel – serie TV, episodio 1x39 (1958)
- Mike Hammer – serie TV, un episodio (1958)
- Trackdown – serie TV, un episodio (1958)
- U.S. Marshal – serie TV, un episodio (1958)
- Flight – serie TV, episodio 1x16 (1958)
- Death Valley Days – serie TV, 2 episodi (1959-1960)
- Ricercato vivo o morto (Wanted: Dead or Alive) – serie TV, 4 episodi (1959-1960)
- Richard Diamond (Richard Diamond, Private Detective) – serie TV, 2 episodi (1959-1960)
- L'uomo ombra (The Thin Man) – serie TV, un episodio (1959)
- The Texan – serie TV, episodio 1x29 (1959)
- The Lawless Years – serie TV, un episodio (1959)
- Markham – serie TV, un episodio (1959)
- Hawaiian Eye – serie TV, episodio 1x10 (1959)
- Pete Kelly's Blues – serie TV, un episodio (1959)
- Carovana (Stagecoach West) – serie TV, episodi 1x06-1x13-1x25 (1960-1961)
- This Man Dawson – serie TV, episodio 1x27 (1960)
- Ai confini della realtà (The Twilight Zone) – serie TV, un episodio (1960)
- Thriller – serie TV, 2 episodi (1961-1962)
- Alcoa Premiere – serie TV, 2 episodi (1961-1962)
- Il magnifico King (National Velvet) – serie TV, episodio 1x27 (1961)
- The Case of the Dangerous Robin – serie TV, un episodio (1961)
- The Asphalt Jungle – serie TV, un episodio (1961)
- The Rifleman – serie TV, un episodio (1961)
- I detectives (The Detectives) – serie TV, episodio 3x05 (1961)
- La città in controluce (Naked City) – serie TV, 2 episodi (1961)
- Gli intoccabili (The Untouchables) – serie TV, 2 episodi (1962-1963)
- Route 66 – serie TV, un episodio (1962)
- Corruptors (Target: The Corruptors) – serie TV, un episodio (1962)
- Il carissimo Billy (Leave It to Beaver) – serie TV, un episodio (1962)
- L'ora di Hitchcock (The Alfred Hitchcock Hour) – serie TV, 3 episodi (1963-1964)
- Combat! – serie TV, 2 episodi (1963-1965)
- La legge di Burke (Burke's Law) – serie TV, 2 episodi (1963-1965)
- Gli uomini della prateria (Rawhide) – serie TV, episodio 5x23 (1963)
- The Wide Country – serie TV, episodio 1x26 (1963)
- Dakota (The Dakotas) – serie TV, episodio 1x14 (1963)
- Polvere di stelle (Bob Hope Presents the Chrysler Theatre) – serie TV, un episodio (1963)
- Sotto accusa (Arrest and Trial) – serie TV, episodio 1x09 (1963)
- The Crisis (Kraft Suspense Theatre) – serie TV, 2 episodi (1964-1965)
- Organizzazione U.N.C.L.E. (The Man from U.N.C.L.E.) – serie TV, 3 episodi (1964-1967)
- Il virginiano (The Virginian) – serie TV, 4 episodi (1964-1968)
- Indirizzo permanente (77 Sunset Strip) – serie TV, episodio 6x15 (1964)
- Viaggio in fondo al mare (Voyage to the Bottom of the Sea) – serie TV, un episodio (1964)
- Valentine's Day – serie TV, un episodio (1965)
- Honey West – serie TV, episodio 1x01 (1965)
- La grande vallata (The Big Valley) – serie TV, 3 episodi (1966-1967)
- Daktari – serie TV, episodio 1x02 (1966)
- A Man Called Shenandoah – serie TV, episodio 1x19 (1966)
- I mostri (The Munsters) – serie TV, un episodio (1966)
- Agenzia U.N.C.L.E. (The Girl from U.N.C.L.E.) – serie TV, episodio 1x08 (1966)
- Get Smart – serie TV, 2 episodi (1967-1969)
- I giorni di Bryan (Run for Your Life) - serie TV, episodio 2x28 (1967)
- Mr. Terrific – serie TV, un episodio (1967)
- I guerriglieri dell'Amazzonia (Sullivan's Empire) – film TV (1967)
- Gli invasori (The Invaders) – serie TV, un episodio (1967)
- Pattuglia del deserto (The Rat Patrol) – serie TV, 2 episodi (1967)
- The Outsider – serie TV, episodio 1x03 (1968)
- Now You See It, Now You Don't – film TV (1968)
- Operazione ladro (It Takes a Thief) – serie TV, 4 episodi (1968)
- Missione Impossibile (Mission: Impossible) – serie TV, 2 episodi (1969-1970)
- Hawaii squadra cinque zero (Hawaii Five-O) – serie TV, un episodio (1969)
- Dragnet 1967 – serie TV, un episodio (1969)
- Reporter alla ribalta (The Name of the Game) – serie TV, 2 episodi (1970-1971)
- Ironside – serie TV, 3 episodi (1970-1971)
- F.B.I. (The F.B.I.) – serie TV, 2 episodi (1970-1971)
- I nuovi medici (The Bold Ones: The New Doctors) – serie TV, un episodio (1970)
- Insight – serie TV, un episodio (1970)
- Ai confini dell'Arizona (The High Chaparral) - serie TV, episodio 4x03 (1970)
- Mistero in galleria (Night Gallery) – serie TV, un episodio (1971)
- Ellery Queen: Don't Look Behind You – film TV (1971)
- Sarge – serie TV, un episodio (1971)
- Difesa a oltranza (Owen Marshall, Counselor at Law) – serie TV, un episodio (1971)
- Sesto senso (The Sixth Sense) – serie TV, un episodio (1972)
- Cannon – serie TV, 2 episodi (1973-1974)
- Hec Ramsey – serie TV, un episodio (1973)
- Search – serie TV, un episodio (1973)
- Attentato al Trans American Express (Runaway!) – film TV (1973)
- L'uomo da sei milioni di dollari (The Six Million Dollar Man) – serie TV, 5 episodi (1974-1977)
- Barnaby Jones – serie TV, 4 episodi (1974-1977)
- Squadra emergenza (Emergency!) – serie TV, un episodio (1974)
- Sulle strade della California (Police Story) – serie TV, un episodio (1974)
- Pepper Anderson agente speciale (Police Woman) – serie TV, 2 episodi (1975-1976)
- Adventures of the Queen – film TV (1975)
- Lotta per la vita (Medical Story) – serie TV, un episodio (1975)
- Delvecchio – serie TV, un episodio (1976)
- La lunga notte di Entebbe (Victory at Entebbe) – film TV (1976)
- Quincy (Quincy M.E.) – serie TV, 4 episodi (1977-1983)
- Squadra Most Wanted (Most Wanted) – serie TV, un episodio (1977)
- Lou Grant – serie TV, un episodio (1977)
- Switch – serie TV, un episodio (1977)
- Minaccia da un miliardo di dollari (The Billion Dollar Threat) – film TV (1979)
- Power – film TV (1980)
- Enola Gay: The Men, the Mission, the Atomic Bomb – film TV (1980)
- The Two Lives of Carol Letner – film TV (1981)
- Cuore e batticuore (Hart to Hart) – serie TV, un episodio (1982)
- Mae West – film TV (1982)
- Mai dire sì (Remington Steele) – serie TV, un episodio (1983)
- Bravo Dick (Newhart) – serie TV, un episodio (1984)
- Supercar (Knight Rider) – serie TV, un episodio (1985)
- Simon & Simon – serie TV, un episodio (1985)
- T.J. Hooker – serie TV, un episodio (1985)